# A kentaur természetrajza
A kentaur természetrajza – Anatómiája, élettana, viselkedése és kultúrökológiája Csányi Vilmos etológus könyve, amely a Helikon kiadó gondozásában jelent meg 2000-ben. A könyvet Makovecz Benjámin grafikus illusztrációi díszítik. A szerzők Szentágothai János professzor emlékének ajánlják a könyvet.

## Tartalom
A könyv a kentaur nevű fiktív élőlényt mutatja be természettudományos stílusban, komoly hangvételben, ám sok humorral és iróniával. A könyv felépítését tekintve részletes természetrajzi mű, lábjegyzetekkel és hivatkozásokkal kiegészítve (bár a legtöbb helyen Manyi Csakovecz kentaurkutató műveire hivatkoznak), sok, nagyrészt fekete-fehér illusztrációval.
A könyv szerint a kentaur (Homohippus sapiens) mára már kipusztult, ám 3000-3500 évvel ezelőtt még igen gyakori volt a Mediterráneum vidékén. Valószínűleg 20-30 millió éve, a miocén időszakban jelent meg, Dryopithecus és Mesohippus fajok életképes hibridizációjából; anatómiájuk mind a Hominidae, mind az Equidae család bélyegeit mutatja. Sajátosságaik a hat végtag, a két tüdő, a rágógyomor. Ökológiájuk igen sajátos; szinte kizárólag a lófüge nevű gyümölccsel táplálkoznak, amelyet a lófügefurdancs nevű rovar poroz be. A könyv bemutatja a kentaurok etológiáját, szaporodási viselkedését, kultúráját is, az utolsó fejezet pedig a kultúrantrohippológiát, vagyis a kentaur és az ember kapcsolatát vizsgálja.

## Fogadtatás
Megjelenés előtt az Élet és Tudomány című folyóiratban jelent meg egy részlet a könyvből, amely vegyes fogadtatást váltott ki az olvasók körében. A könyvet ért későbbi kritikák nagyrészt pozitívak voltak, méltatták a szerző stílusát és humorát.